# Confrontos entre Cruzeiro e São Paulo no futebol
O Cruzeiro e o São Paulo são dois clubes que disputam um dos mais importantes clássicos interestaduais (Minas Gerais versus São Paulo) com participações tantos em competições nacionais quanto internacionais, o clássico pode ser considerado um dos maiores do futebol brasileiro na atualidade.

## História
O primeiro jogo entre Cruzeiro e São Paulo aconteceu em 1943, quando os paulistas golearam os cruzeirenses pelo placar de 5 a 0, no Estádio dos Lourdes, em Belo Horizonte.
A rivalidade entre as duas equipes foi acirrada principalmente durante a década de 90. Em 1993 a Raposa e o Tricolor tiveram sua primeira decisão, a final da Recopa Sul-Americana de 1993, ambas partidas terminaram em 0-0 e nos pênaltis o tricolor se deu a melhor com um 4-2 e levou a taça. Em 1995 simultaneamente com a Supercopa Libertadores foram disputadas as partidas finais da Copa Ouro. Com a vitórias de 1-0 de ambos os times como visitantes a decisão ficou para os pênaltis pela segunda vez, dessa vez a equipe mineira pode comemorar vencendo a disputa por 4-1. O grande detalhe é que a primeira partida foi finalizada antes do tempo normal por falta de jogadores, com o Cruzeiro tendo 4 jogadores expulsos e mais um contundido, assim no jogo de volta em São Paulo, o Cruzeiro jogo sem 5 titulares.
Uma das partidas mais emocionantes foi a decisão da Copa do Brasil de 2000. As equipes já haviam se enfrentado pelas quartas de final de 1993 com vantagem dos mineiros que avançaram com uma vitória e um empate. Já na final de 2000, após um empate sem gols no Morumbi, a emoção passou para o Mineirão no jogo da volta. O tricolor ia levando o título mas, acabou sendo derrotado com uma virada por 2-1, sendo que o segundo gol dos mineiros aconteceu aos 45 do segundo tempo.
As equipes já estiveram frente a frente por três vezes na Copa Libertadores, o Cruzeiro eliminou o São Paulo nas quartas de final da Libertadores de 2009, com duas vitórias por 2-1 em Belo Horizonte e 2-0 em São Paulo. Mas em um curto espaço de tempo após a eliminação, o Tricolor voltou a encarar a Raposa em 2010, também nas quartas de final. Com os destaques Hernanes e Dagoberto o São Paulo se vingou da eliminação também com duas vitórias, a dupla tricolor marcou os dois gols da vitória no Mineirão e repetiram o feito no jogo de volta no Morumbi. Já na Libertadores de 2015 houve o terceiro confronto entre os clubes no torneio, ambas equipes venceram seus jogos como mandantes por 1-0 levando a decisão para os pênaltis no Mineirão e pela segunda vez o Cruzeiro se deu melhor na competição continental, vencendo o tricolor na disputa de pênaltis por 4-3.

## Confrontos eliminatórios[1][2]
Finais
- Em 1993, o São Paulo venceu o Cruzeiro na final da Recopa Sul-Americana.
- Em 1995, o Cruzeiro venceu o São Paulo na final da Copa Ouro. (Este confronto também foi válido pelas quartas de final da Supercopa de 1995).
- Em 2000, o Cruzeiro venceu o São Paulo na final da Copa do Brasil.

Mata-matas em competições da CBF
- Em 1993, o Cruzeiro eliminou o São Paulo nas quartas de final da Copa do Brasil.
- Em 2017, o Cruzeiro eliminou o São Paulo na quarta fase da Copa do Brasil.

Em competições da Conmebol
- Em 2009, o Cruzeiro eliminou o São Paulo nas quartas de final da Copa Libertadores.
- Em 2010, o São Paulo eliminou o Cruzeiro nas quartas de final da Copa Libertadores.
- Em 2015, o Cruzeiro eliminou o São Paulo nas oitavas de final da Copa Libertadores.

## Maiores goleadas
Essas são as maiores goleadas aplicadas por cada lado:
Cruzeiro sobre o São Paulo
Copa Mercosul de 1998
| 20 de agosto de 1998 | Cruzeiro                                           | 5 – 1 | São Paulo | Mineirão |
|                      | Gilberto, Müller, Fábio Júnior (2) e Marcelo Ramos |       | Edmilson  |          |

São Paulo sobre o Cruzeiro
Amistoso
| 25 de fevereiro de 1943 | Cruzeiro | 0 – 5 | São Paulo                     | Lourdes[a]                |
|                         |          |       | Teixeirinha (3) e Américo (2) | Árbitro: José Alexandrino |

Brasileirão de 1997
| 16 de julho de 1997 | Cruzeiro | 0 – 5 | São Paulo | Mineirão                |
|                     |          |       | Dodô (5)  | Árbitro: Dacildo Mourão |

## Maiores públicos[3][4]
Brasileirão de 1987
| 12 de novembro de 1987 | Cruzeiro | 0 – 0 | São Paulo | Estádio do Mineirão                           |
|                        |          |       |           | Público: 87 873 Árbitro: Arnaldo César Coelho |

Brasileirão de 2007
| 21 de outubro de 2007 | São Paulo | 1 – 0 | Cruzeiro | Estádio do Morumbi |
|                       |           |       |          | Público: 60 378    |

## Lista de jogos
| Lista de Jogos         |                  |            |                                              |
| São Paulo 1-1 Cruzeiro | Morumbis         | 13/04/2025 | Campeonato Brasileiro                        |
| Cruzeiro 1-1 São Paulo | Inter&Co Stadium | 15/01/2025 | Amistoso                                     |
| Cruzeiro 0-1 São Paulo | Mineirão         | 15/09/2024 | Campeonato Brasileiro                        |
| São Paulo 2-0 Cruzeiro | Morumbis         | 02/06/2024 | Campeonato Brasileiro                        |
| São Paulo 1-0 Cruzeiro | Morumbi          | 02/11/2023 | Campeonato Brasileiro                        |
| Cruzeiro 1-0 São Paulo | Independência    | 24/06/2023 | Campeonato Brasileiro                        |
| Cruzeiro 1-0 São Paulo | Mineirão         | 16/10/2019 | Campeonato Brasileiro                        |
| São Paulo 1-1 Cruzeiro | Pacaembu         | 02/06/2019 | Campeonato Brasileiro                        |
| São Paulo 1-0 Cruzeiro | Morumbi          | 18/11/2018 | Campeonato Brasileiro                        |
| Cruzeiro 0-2 São Paulo | Mineirão         | 29/07/2018 | Campeonato Brasileiro                        |
| São Paulo 3-2 Cruzeiro | Morumbi          | 13/08/2017 | Campeonato Brasileiro                        |
| Cruzeiro 1-0 São Paulo | Mineirão         | 14/05/2017 | Campeonato Brasileiro                        |
| Cruzeiro 1-2 São Paulo | Mineirão         | 19/04/2017 | Copa do Brasil                               |
| São Paulo 0-2 Cruzeiro | Morumbi          | 13/04/2017 | Copa do Brasil                               |
| São Paulo 1-0 Cruzeiro | Morumbi          | 15/09/2016 | Campeonato Brasileiro                        |
| Cruzeiro 0-1 São Paulo | Mineirão         | 05/06/2016 | Campeonato Brasileiro                        |
| Cruzeiro 2-1 São Paulo | Mineirão         | 09/11/2015 | Campeonato Brasileiro                        |
| São Paulo 1-0 Cruzeiro | Morumbi          | 26/07/2015 | Campeonato Brasileiro                        |
| Cruzeiro 1-0 São Paulo | Mineirão         | 13/05/2015 | Copa Libertadores                            |
| São Paulo 1-0 Cruzeiro | Morumbi          | 06/05/2015 | Copa Libertadores                            |
| São Paulo 2-0 Cruzeiro | Morumbi          | 14/09/2014 | Campeonato Brasileiro                        |
| Cruzeiro 1-1 São Paulo | Parque do Sabiá  | 27/04/2014 | Campeonato Brasileiro                        |
| Cruzeiro 0-2 São Paulo | Mineirão         | 09/10/2013 | Campeonato Brasileiro                        |
| São Paulo 0-3 Cruzeiro | Morumbi          | 20/07/2013 | Campeonato Brasileiro                        |
| São Paulo 1-0 Cruzeiro | Morumbi          | 23/09/2012 | Campeonato Brasileiro                        |
| Cruzeiro 2-3 São Paulo | Independencia    | 30/06/2012 | Campeonato Brasileiro                        |
| Cruzeiro 3-3 São Paulo | Arena do Jacaré  | 05/10/2011 | Campeonato Brasileiro                        |
| São Paulo 2-1 Cruzeiro | Morumbi          | 09/07/2011 | Campeonato Brasileiro                        |
| Cruzeiro 0-2 São Paulo | Parque do Sabiá  | 03/11/2010 | Campeonato Brasileiro                        |
| São Paulo 2-2 Cruzeiro | Morumbi          | 15/08/2010 | Campeonato Brasileiro                        |
| São Paulo 2-0 Cruzeiro | Morumbi          | 19/05/2010 | Copa Libertadores                            |
| Cruzeiro 0-2 São Paulo | Mineirão         | 12/05/2010 | Copa Libertadores                            |
| Cruzeiro 1-2 São Paulo | Mineirão         | 05/09/2009 | Campeonato Brasileiro                        |
| São Paulo 0-2 Cruzeiro | Morumbi          | 17/06/2009 | Copa Libertadores                            |
| São Paulo 3-0 Cruzeiro | Morumbi          | 31/05/2009 | Campeonato Brasileiro                        |
| Cruzeiro 2-1 São Paulo | Mineirão         | 27/05/2009 | Copa Libertadores                            |
| São Paulo 2-0 Cruzeiro | Morumbi          | 28/09/2008 | Campeonato Brasileiro                        |
| Cruzeiro 1-1 São Paulo | Mineirão         | 29/06/2008 | Campeonato Brasileiro                        |
| São Paulo 1-0 Cruzeiro | Morumbi          | 21/10/2007 | Campeonato Brasileiro                        |
| Cruzeiro 1-2 São Paulo | Mineirão         | 22/07/2007 | Campeonato Brasileiro                        |
| São Paulo 2-0 Cruzeiro | Morumbi          | 26/11/2006 | Campeonato Brasileiro                        |
| Cruzeiro 2-2 São Paulo | Mineirão         | 20/08/2006 | Campeonato Brasileiro                        |
| Cruzeiro 2-3 São Paulo | Mineirão         | 21/09/2005 | Campeonato Brasileiro                        |
| São Paulo 1-1 Cruzeiro | Morumbi          | 28/05/2005 | Campeonato Brasileiro                        |
| São Paulo 0-0 Cruzeiro | Pacaembu         | 11/09/2004 | Campeonato Brasileiro                        |
| Cruzeiro 2-1 São Paulo | Mineirão         | 23/05/2004 | Campeonato Brasileiro                        |
| Cruzeiro 1-1 São Paulo | Mineirão         | 06/08/2003 | Campeonato Brasileiro                        |
| São Paulo 2-4 Cruzeiro | Morumbi          | 06/04/2003 | Campeonato Brasileiro                        |
| Cruzeiro 3-1 São Paulo | Mineirão         | 04/09/2002 | Campeonato Brasileiro                        |
| São Paulo 1-1 Cruzeiro | Machadão         | 07/07/2002 | Copa dos Campeões                            |
| Cruzeiro 1-4 São Paulo | Mineirão         | 18/11/2001 | Campeonato Brasileiro                        |
| Cruzeiro 2-2 São Paulo | Mineirão         | 16/08/2000 | Campeonato Brasileiro                        |
| Cruzeiro 2-1 São Paulo | Mineirão         | 09/07/2000 | Copa do Brasil                               |
| São Paulo 0-0 Cruzeiro | Morumbi          | 05/07/2000 | Copa do Brasil                               |
| Cruzeiro 2-1 São Paulo | Mineirão         | 18/08/1999 | Campeonato Brasileiro                        |
| São Paulo 1-1 Cruzeiro | Morumbi          | 30/09/1998 | Copa Mercosul                                |
| Cruzeiro 5-1 São Paulo | Mineirão         | 20/08/1998 | Copa Mercosul                                |
| São Paulo 0-2 Cruzeiro | Morumbi          | 09/08/1998 | Campeonato Brasileiro                        |
| Cruzeiro 0-5 São Paulo | Mineirão         | 16/07/1997 | Campeonato Brasileiro                        |
| São Paulo 1-0 Cruzeiro | Morumbi          | 21/11/1996 | Campeonato Brasileiro                        |
| Cruzeiro 1-3 São Paulo | Mineirão         | 08/11/1995 | Campeonato Brasileiro                        |
| São Paulo 0-1 Cruzeiro | Pacaembu         | 02/11/1995 | Supercopa Libertadores / Copa Ouro           |
| Cruzeiro 0-1 São Paulo | Mineirão         | 24/10/1995 | Supercopa Libertadores / Copa Ouro           |
| Cruzeiro 1-1 São Paulo | Mineirão         | 07/11/1993 | Campeonato Brasileiro                        |
| Cruzeiro 0-0 São Paulo | Mineirão         | 29/09/1993 | Recopa Sul-Americana                         |
| São Paulo 0-0 Cruzeiro | Morumbi          | 26/09/1993 | Campeonato Brasileiro / Recopa Sul-Americana |
| Cruzeiro 2-2 São Paulo | Mineirão         | 11/05/1993 | Copa do Brasil                               |
| São Paulo 1-2 Cruzeiro | Morumbi          | 04/05/1993 | Copa do Brasil                               |
| Cruzeiro 0-2 São Paulo | Mineirão         | 04/04/1992 | Campeonato Brasileiro                        |
| São Paulo 3-1 Cruzeiro | Morumbi          | 12/05/1991 | Campeonato Brasileiro                        |
| Cruzeiro 1-2 São Paulo | Mineirão         | 04/11/1990 | Campeonato Brasileiro                        |
| São Paulo 2-0 Cruzeiro | Canindé          | 19/11/1989 | Campeonato Brasileiro                        |
| Cruzeiro 0-1 São Paulo | Mineirão         | 09/11/1988 | Campeonato Brasileiro                        |
| Cruzeiro 0-0 São Paulo | Mineirão         | 12/11/1987 | Campeonato Brasileiro                        |
| Cruzeiro 0-0 São Paulo | Mineirão         | 01/05/1984 | Torneio Heleno Nunes                         |
| São Paulo 1-0 Cruzeiro | Morumbi          | 03/10/1976 | Campeonato Brasileiro                        |
| São Paulo 0-0 Cruzeiro | Morumbi          | 01/11/1975 | Campeonato Brasileiro                        |
| Cruzeiro 0-1 São Paulo | Mineirão         | 13/06/1974 | Campeonato Brasileiro                        |
| Cruzeiro 1-0 São Paulo | Mineirão         | 17/02/1974 | Campeonato Brasileiro                        |
| Cruzeiro 1-0 São Paulo | Mineirão         | 03/02/1974 | Campeonato Brasileiro                        |
| São Paulo 2-1 Cruzeiro | Morumbi          | 14/10/1973 | Campeonato Brasileiro                        |
| São Paulo 2-1 Cruzeiro | Morumbi          | 29/10/1972 | Campeonato Brasileiro                        |
| São Paulo 1-1 Cruzeiro | Morumbi          | 01/12/1971 | Campeonato Brasileiro                        |
| Cruzeiro 0-2 São Paulo | Mineirão         | 24/11/1971 | Campeonato Brasileiro                        |
| São Paulo 1-1 Cruzeiro | Morumbi          | 26/09/1971 | Campeonato Brasileiro                        |
| São Paulo 0-2 Cruzeiro | Morumbi          | 06/12/1970 | Torneio Roberto Gomes Pedrosa                |
| Cruzeiro 2-0 São Paulo | Mineirão         | 26/10/1969 | Torneio Roberto Gomes Pedrosa                |
| São Paulo 3-1 Cruzeiro | Morumbi          | 23/11/1968 | Torneio Roberto Gomes Pedrosa                |
| Cruzeiro 0-2 São Paulo | Mineirão         | 30/04/1967 | Torneio Roberto Gomes Pedrosa                |
| São Paulo 1-2 Cruzeiro | Morumbi          | 25/01/1967 | Amistoso                                     |
| Cruzeiro 0-1 São Paulo | Independência    | 02/08/1961 | Amistoso                                     |
| Cruzeiro 0-5 São Paulo | Lourdes[a]       | 25/02/1943 | Amistoso                                     |